# Massimo Franco
Massimo Franco (Roma, 6 novembre 1954) è un giornalista e saggista italiano.

## Attività professionale
Laureato in Giurisprudenza alla Sapienza - Università di Roma, è notista, commentatore e inviato politico del Corriere della Sera. In precedenza ha lavorato come editorialista di Avvenire e inviato de Il Giorno e poi di Panorama. 
Saggista di fama, membro dell'International Institute for Strategic Studies di Londra (IISS), collabora ad alcune trasmissioni su LA7.
Suoi articoli e analisi sono apparsi sulla rivista di geopolitica Limes, sulla rivista francese Études, sul bimestrale dell'IISS Survival, sui quotidiani Los Angeles Times e New York Times.
Massimo Franco, che vive a Roma, è sposato con Ilaria Angeli (comproprietaria con il fratello Stefano della casa editrice Franco Angeli) e ha tre figli, fino al 2011 ha collaborato con analisi su questioni italiane e vaticane a Comment is free, il sito online del quotidiano The Guardian di Londra. Attualmente lavora come notista politico e commentatore presso la redazione romana del Corriere della Sera.

## Riconoscimenti
- 2001 Premiolino.
- 2009 Premio Capalbio per la politica[4] (per il suo saggio dedicato a Giulio Andreotti).
- 2010 Premio Ernest Hemingway per il Giornalismo - Comune di Lignano Sabbiadoro.
- 2010 Premio internazionale per il Giornalismo ''Alberico Sala''.
- 2011 Amalfi International Media Award ''Biagio Agnes'' (con il saggio C'era una volta un Vaticano).
- 2011 Premio di Cultura Sabaudia.
- 2012 Premio Ischia come giornalista dell'anno per la carta stampata.
- 2013 Premio Letterario ''Giovanni Boccaccio''.
- 2014 Premiolino (come commentatore del Corriere della Sera).
- 2014 Premio internazionale di Giornalismo civile - Istituto italiano per gli studi filosofici di Napoli.
- 2020 Riconoscimento Gianni Granzotto- Uno Stile nell'informazione-
- 2022 Premio Biagio Agnes per la Carta Stampata

## Opere
- Lobby: il parlamento invisibile. Candidati, gruppi di pressione e finanziamenti elettorali nell'America degli anni '80, Collezione Confronti e documenti, Milano, Edizioni del Sole 24 ore, 1988.
- Andreotti visto da vicino, Milano, Arnoldo Mondadori Editore, 1989, ISBN 978-88-043-3009-7.
- Tutti a casa. Il crepuscolo di mamma DC, Milano, Arnoldo Mondadori Editore, 1993, ISBN 978-88-043-6949-3.
- Hammamet, Collezione Piccole Frecce, Milano, Arnoldo Mondadori Editore, 1995, ISBN 978-88-044-0844-4.
- Il re della Repubblica. Il Quirinale negli anni della transizione, Collana I saggi, Milano, Baldini & Castoldi, 1997, ISBN 978-88-808-9327-1.
- I voti del cielo. La caccia all'elettorato cattolico, Collana I saggi, Milano, Baldini Castoldi, 2000, ISBN 978-88-808-9979-2.
- Polvere di spie. Intelligence, misteri ed errori nella caccia a Bin Laden, Collana I saggi, Milano, Baldini & Castoldi, 2002, ISBN 978-88-849-0192-7.
- Imperi paralleli. Vaticano e Stati Uniti: due secoli di alleanza e conflitto 1788-2005, Collezione Le Scie, Milano, Arnoldo Mondadori Editore, 2007, ISBN 978-88-045-2866-1. [tradotto in lingua inglese da Roland Flamini e pubblicato negli Stati Uniti da Random House nel 2009 col titolo Parallel Empires ]
  - Nuova edizione aggiornata, Imperi paralleli. Vaticano e Stati Uniti: oltre due secoli di alleanza e conflitto, Collana La Cultura n.1032, Milano, Il Saggiatore, 2016, ISBN 978-88-428-2256-1.
- Andreotti. La vita di un uomo politico, la storia di un'epoca, Milano, Arnoldo Mondadori Editore, 2008, ISBN 978-88-045-8150-5.
  - Nuova ed. aggiornata, C'era una volta Andreotti. Ritratto di un uomo, di un'epoca e di un Paese, Collana Saggi, Milano, Solferino, 2019, ISBN 978-88-282-0115-1.
- C'era una volta un Vaticano. Perché la Chiesa sta perdendo peso in Occidente, Collezione Saggi, Milano, Arnoldo Mondadori Editore, 2010, ISBN 978-88-046-0469-3.
- La crisi dell'impero vaticano. Dalla morte di Giovanni Paolo II alle dimissioni di Benedetto XVI: perché la Chiesa è diventata il nuovo imputato globale, Collezione Frecce, Milano, Arnoldo Mondadori Editore, 2013, ISBN 978-88-046-2550-6. [tradotto negli Usa da Open Road]
- Il Vaticano secondo Francesco. Da Buenos Aires a Santa Marta: come Bergoglio sta cambiando la Chiesa e conquistando i fedeli di tutto il mondo, Collezione Saggi, Milano, Arnoldo Mondadori Editore, 2014, ISBN 978-88-046-3819-3. [tradotto in spagnolo e pubblicato in Argentina dalle Edizioni Aguilar del gruppo Penguin-Random House nel 2015 col titolo El Vaticano segùn Francisco]
- L'assedio- Come l'immigrazione sta cambiando il volto dell'Europa e la nostra vita quotidiana, Collana Frecce, Milano, Mondadori, 2016, ISBN 978-88-046-6382-9.
- L'enigma Bergoglio. La parabola di un papato, Milano, Solferino, 2020, ISBN 978-88-282-0420-6.
- Il monastero. Benedetto XVI, nove anni di papato-ombra, Milano, Solferino, 2022, ISBN 978-88-282-0877-8.
- Secretum. Intervista con Mons. Pagano, papi, guerre e spie: i misteri dell'archivio vaticano svelati dal prefetto che lo guida da un quarto di secolo. Milano, Solferino, 2023, ISBN 978-8828213291.

### Curatele
- Sono postumo di me stesso. Potere, Vaticano, donne, Inferno e Paradiso negli aforismi di Giulio Andreotti, Milano, Mondadori, 2013.
- Bill Gates, Sono un ottimista globale. Conversazione con Massimo Franco, Milano, Il Saggiatore, 2017, ISBN 978-88-428-2324-7.